# Francesca Piccinini
Francesca Piccinini, född 10 januari 1979 i Massa, Italien, är en f.d. volleybollspelare (spiker). 
Hon hade en mycket lång och framgångsrik karriär, både på klubb och landslagsnivå. Hon har tilldelats utmärkelsen Collare d'oro al Merito Sportivo för sina prestationer. Hon gav ut sina memoarer, med titeln La melagrana (granatäpplet) 2005.

## Klubbkarriär
Piccinini började sin karriär 1991 i serie D med ett av Robur Massas lag. Året efter spelade hon med ett annat av klubbens lag i Serie B1. Säsongen 1993-94 gick hon över till Pallavolo Carrarese och debuterade i serie A1 (högsta serien) i en match mot Olimpia Ravenna den 7 november 1993, 14 år gammal.
Efter två år med klubben, varav ett i serie A2, gick hon vidare till Pallavolo Reggio Emilia för säsongen 1995-96 och sedan till Volley Modena för säsongen 1996-97 under vilken hon var med om att vinna cupvinnarcupen. Hon spelade därefter ett år med Volley 2000 Spezzano innan hon lämnade Italien för att säsongen 1998-99 spela i den brasilianska superligan med Paraná Vôlei Clube, som kom tvåa i ligan.
Säsongen 1999-2000 återvände hon till Italien för spel med Volley Bergamo, en klubb som hon kom att stanna kvar hos ända till 2012. Under åren med klubben vann hon fyra ligatitlar, två italienska cuper, tre italienska supercuper, fem CEV Champions League (första som Europacupen) och en CEV Cup.
Säsongen 2012-13 gick hon över Chieri Torino, och följande säsong till nybildade klubben LJ Modena, där hon stannade i två år. Säsongen 2015-16 spelade hon med Volleyball Casalmaggiore, med vilken hon vann italienska supercupen och CEV Champions League. I den senare tävlingen blev hon utsedd till mest värdefulla spelare. Säsongen 2016-17 spelade hon med AGIL Volley, med vilka hon blev italiensk mästare 2016-17, vann italienska supercupen 2017, vann två italienska cuper och samt CEV Champions League 2018-2019.
I september 2019, i slutet av säsongen 2018-19, tillkännagav hon att hon skulle avsluta sin tävlingskarriär, men i januari 2020 återvände hon till planen för att spela med UYBA Volley, med vilka hon avslutade säsongen 2019-20 och spelade säsongen 2020-21. I slutet av säsongen meddelade hon igen att hon skulle avsluta karriären.

## Landslag
Piccinini tog silver med U19-landslaget vid U19-EM 1994. Hon debuterade med seniorlandslaget 10 juni 1995 i en match mot USA , förlorad av italienarna med resultatet 3-1. Hon var med i laget som tog guld vid U19-EM 1996 och silver vid U20-VM 1997.
Hon var med i serniorlandslaget som tog brons vid EM 1999, silver vid EM 1999,  guld vid VM 2002, silver vid EM 2005 och guld vid EM 2009. Hon spelade sina sista matcher med landslaget 2016.